# Le devin du village
Le devin du village (título original en francés; en español, El adivino de aldea) es una ópera en un acto con música y libreto en francés de Jean-Jacques Rousseau. Se estrenó en el castillo de Fontainebleau el 18 de octubre de 1752.
La música de Rousseau siguió un proceso semejante al de su formación, entre la aún muy ramista opéra-ballet Les Muses galantes (1743) y su obra principal Le Devin du village, mucho más influida por el estilo italiano, y por lo tanto más próxima a su teoría y crítica musical.
Esta ópera se representa muy poco. En las estadísticas de Operabase aparece con sólo dos representaciones en el período 2005-2010, siendo la primera y única que aparece de Rousseau.

## Personajes

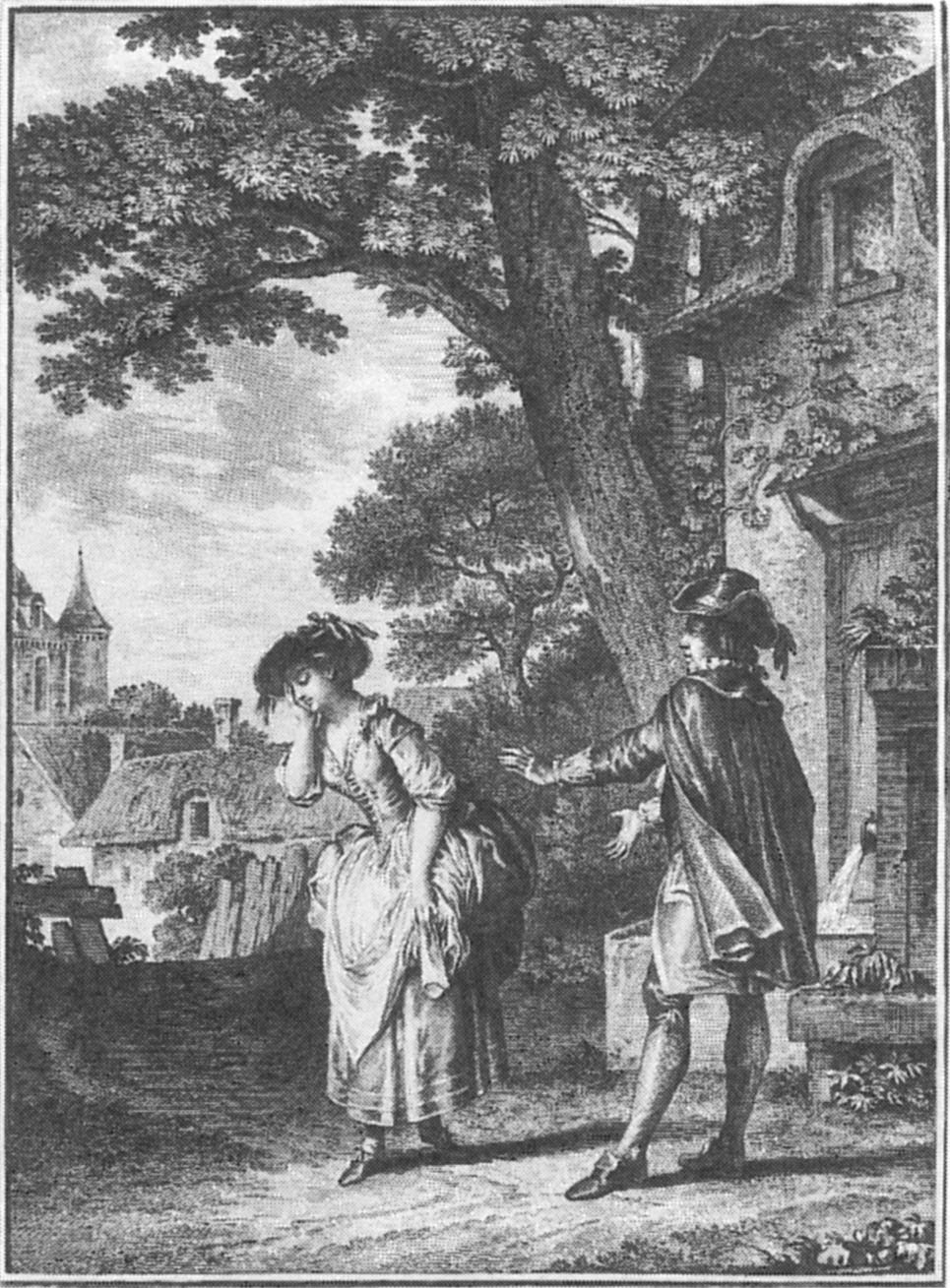
Scene from Le devin du village (Moreau, 1753)

| Personaje                 | Tesitura    | Reparto el 18 de octubre de 1752 Director: |
| ------------------------- | ----------- | ------------------------------------------ |
| Colin, apuesto muchacho.  | Contratenor | Pierre Jélyotte                            |
| Colette, bella jovencita. | soprano     | Marie Fel                                  |
| El adivino                | bajo        | Cuvillier                                  |